# Massimo Rendina
Massimo Rendina, dit comandante Max, né le 4 janvier 1920 à Venise et décédé le 8 février 2015 à Rome, est un partisan et journaliste italien.

## Biographie

### Jeunesse
Il grandit à Venise, puis s'établit à Bologne pour faire ses études. Il commence sa carrière de journaliste avec une collaboration à il Resto del Carlino, pour lequel il rédige la « cronaca bianca » avec Enzo Biagi.

### Engagement antifasciste
Au début de la Seconde Guerre mondiale, il s'enrôle dans les Bersaglieri. Il est envoyé en Russie avec le corps expéditionnaire italien sur le front de l'Est. En convalescence, il est rapatrié en Italie et écrit à nouveau dans le Resto del Carlino jusqu'au 25 juillet 1943, date de la déchéance de Benito Mussolini par le Grand Conseil fasciste.
Le 8 septembre, il se rend à Turin après avoir décidé d'entrer dans la Résistance italienne. Il devient commandant d'une brigade Garibaldi sous le nom de « Max le journaliste ».
Il prend part à la libération de Turin.

### Carrière dans le journalisme
Après la fin de la guerre, il reprend son métier de journaliste en intégrant la rédaction de L'Unità.
Il écrit un scénario de film avec Piero Tellini et dirige le journal de cinéma La Settimana Incom avec Luigi Barzini.
Il entre ensuite à la Rai, pour laquelle il présente le journal télévisé, succédant à Vittorio Veltroni. Remercié par Fernando Tambroni, il est réintégré par son ami Aldo Moro.
Dans les années 1970, il écrit dans l'hebdomadaire Le ore.

### Retraite et décès
Il est membre du comité scientifique de l'« Istituto Luigi Sturzo per le ricerche storiche sulla Resistenza ».
En 2011, il est élu vice-président de l'Associazione Nazionale Partigiani d'Italia (ANPI). Il en préside également le comité provincial de Rome.
Il meurt le 8 février 2015 à Rome, à l'âge de 95 ans.

## Œuvres
- Italia 1943-45. Guerra civile o Resistenza ?, Newton, 1995.
- Dizionario della Resistenza italiana, Editori Riuniti, 1995.

## Filmographie
- Claudio Costa, Comandante Max, documentaire, 2011.